# Młodzieżowe Mistrzostwa Europy w Boksie 2014
Młodzieżowe Mistrzostwa Europy w Boksie 2014 − 24. edycja młodzieżowych mistrzostw Europy w boksie. Nazwa młodzieżowe mistrzostwa Europy jest aktywna od 2009, wcześniejsze turnieje rozgrywane były pod nazwą mistrzostwa Europy juniorów. Rywalizacja miała miejsce w chorwackim mieście Zagrzeb, w hali Dom Sportova. Zawodnicy rywalizowali w dziesięciu kategoriach wagowych. Walki na europejskim turnieju trwały od 18 do 25 października 2014 roku.

## Medaliści
| Kategoria wagowa                | Złoto              | Srebro             | Brąz                                   |
| Waga papierowa (- 49 kg.)       | Iwan Abramow       | Iulian Ivanov      | Niall Farrell Alen Danielian           |
| Waga musza (- 52 kg.)           | Muhammad Ali       | Danieł Asenow      | Məsud Yusifzadə Sándor Tar             |
| Waga kogucia (- 56 kg.)         | Dorin Bucșa        | Dzmitryj Asanau    | Robert Jitaru Jordan Rodriguez         |
| Waga lekka (- 60 kg.)           | Maksim Kriwcow     | Dalton Smith       | Lasza Guruli Arsen Mustafa             |
| Waga lekkopółśrednia (- 64 kg.) | Vincenzo Arecchia  | Denys Pesocki      | Richárd Tóth Iwan Kozłowski            |
| Waga półśrednia (- 69 kg.)      | Vincenzo Lizzi     | John Joyce         | Ołeksij Tokarczuk Giorgi Charabadze    |
| Waga średnia (- 75 kg.)         | Luka Plantić       | Giovanni Sarchioto | Martin Larsen Władysław Rołenko        |
| Waga półciężka (- 81 kg.)       | Andrei Arădoaie    | Vegar Tregren      | Jurgen Uldedaj Isłam Tiekiejew         |
| Waga ciężka (- 91 kg.)          | Kostiantyn Pinczuk | Toni Filipi        | Daniił Chlebnikow Serioża Hakopian     |
| Waga superciężka (+ 91 kg.)     | Peter Kadiru       | Marat Kierimchanow | Aleksandar Mraović Məhəmmədəli Tahirov |